# Richard Sussman
Richard Sussman  (* 1946)  ist ein  US-amerikanischer Jazz- und Fusion Bassist, Pianist, Komponist, Arrangeur und Hochschullehrer.
Richard Sussman spielte Ende der 1960er Jahre bei Blood, Sweat & Tears und Little Anthony & the Imperials. In den 1970er und 1980er Jahren arbeitete er u. a. mit Mike Santiago, Randy Brecker, Lionel Hampton, Buddy Rich, Lee Konitz, David Sanborn und Donna Summer. 1978 entstand unter Mitwirkung von Musikern wie Tom Harrell, Jerry Bergonzi, Larry Schneider und Mike Richmond das Album Free Fall für das Label Double Time. 1991 wirkte er an Steve Slagles Album Smoke Signals mit. 2016 legte er das Album The Evolution Suite (Zoho) vor.
Richard Sussman betätigte sich außerdem als Komponist und integrierte dabei Jazzrhythmen, improvisatorische Elemente mit Strukturen und Techniken der Zeitgenössischen Musik (Dialogue for Jazz Band & Orchestra, 2003) und (Suites #1 & 2 for Jazz Band and Orchestra); er war zudem als Arrangeur für Lionel Hampton, Blood Sweat & Tears, Mel Lewis, Randy Brecker und andere tätig.
Sussman lehrt seit 1986 an der Manhattan School of Music in der Fakultät für Jazz-Komposition. Er beschäftigt sich auch mit der Programmierung der MIDI Synthesizers und mit der Produktion kommerzieller Musik. Er wirkte an der Synthesizer-Programmierung bei Randy Breckers Album Into The Sun mit. Außerdem schrieb er zahlreiche Filmmusiken für Spielfilm- und Fernseh-Produktionen.